# Pinacosterna nachtigali
Pinacosterna nachtigali es una especie de escarabajo longicornio del género Pinacosterna, tribu Sternotomini, orden Coleoptera. Fue descrita científicamente por Harold en 1879.

## Descripción
Mide 13-23 milímetros de longitud.

## Distribución
Se distribuye por Angola, Camerún, Uganda, Costa de Marfil, Gabón, Guinea, Guinea Ecuatorial, República Centroafricana, República Democrática del Congo y República del Congo.